# تومي أوبويل
تومي أوبويل (بالإنجليزية: Tommy O'Boyle)‏ هو لاعب كرة قدم أمريكية أمريكي، ولد في 21 أغسطس 1917 في فورت دودج في الولايات المتحدة، وتوفي في 19 يوليو 2000.